# Al Copley

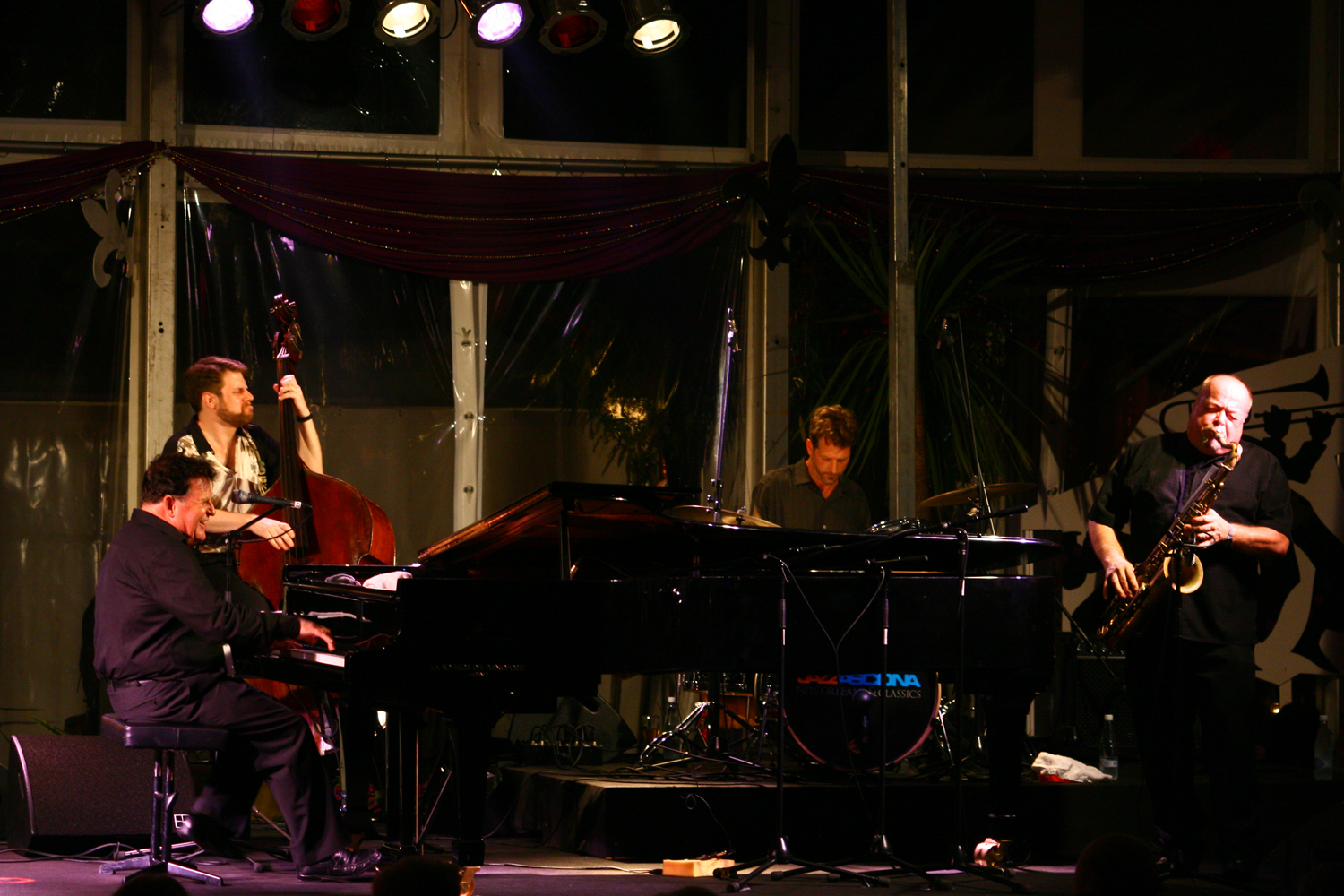
Al Copley am Klavier

Alman LeGrande (Al) Copley (* 1952 in Buffalo, New York) ist ein US-amerikanischer Bluespianist und, gemeinsam mit dem Gitarristen Duke Robillard, Gründer der Band "Roomful of Blues".

## Leben
Obwohl er in seiner Jugend einige Umzüge machen musste, erhielt er regelmäßigen Klavierunterricht. Fasziniert vom Boogie Woogie gründete er 1965 seine erste Band, Ponce de Leon & the Young Ones. Drei Jahre später gründete er Roomful of Blues. Neben den Auftritten mit Roomful of Blues studierte er an der Berklee School of Music in Boston.
Sein Stil wurde stark von Big Joe Turner beeinflusst und umfasst verschiedene Richtungen wie Boogie Woogie, Swing und Barrelhouse. Seine Auftritte sind durch Energie charakterisiert und seine Liveauftritte erinnern an den Stil von Jerry Lee Lewis.
1984 verließ er die Gruppe um nach Europa zu gehen, wo er bei verschiedenen Festivals auftrat. Ende des Jahrzehnts begann er mit der Veröffentlichung von Soloalben. Nach einer kurzen Wiedervereinigung mit Roomful of Blues begann eine Zusammenarbeit mit dem Gitarristen Jimmie Vaughan, mit dem er in der Royal Albert Hall für Eric Clapton als Vorband spielte. Die Freundschaft mit Eric Clapton führte dazu, dass er 1997 mit einer eigenen Band für Clapton als Vorband arbeitete. Die gesamten 1990er-Jahre veröffentlichte er weiter Soloalben, arbeitete aber auch mit Hal Singer zusammen und stellte eine eigene Band zusammen (Al Copley's Prophet Motive 1999).
Als Pianist spielte er für Lou Rawls, The Fabulous Thunderbirds, Stevie Ray Vaughan, Ruth Brown, Jimmy Witherspoon, Snooks Eaglin, John Hammond Jr., Big Mama Thornton, George „Harmonica“ Smith, Otis Rush, Big Walter Horton, Helen Humes, Benny Waters, Hal Singer, Arnett Cobb, Scott Hamilton, Big Jay McNeely, Roy „Good Rockin“ Brown und andere oder trat mit ihnen auf.

## Diskographie

### Soloalben
- Radio Play (2005), One Mind Records OM1205
- Jump On It (2003), One Mind Records OM1204
- Rainy Summer (2000), One Mind Records OM1203
- Blue Paris Nights (1995), One Mind Records OM1202
- Live at Montreux (1994), One Mind Records OM1201
- Good Understanding (1995), Al Copley & the Fabulous Thunderbirds, Bullseye Blues Records BB9596
- Royal Blue (1991), Al Copley & Hal Singer, Black Top Records BT1054
- Rockabilly Pie (1990), Suffering Egos Records SE753
- Acoustic 88 (1988), Suffering Egos SE752
- Automatic Overdrive (1989), Black Top Records BT 1047, original edition entitled Ooh-Wow!! (1987) Suffering Egos SE751
- A Handful of Keys (1986), Off Beat Records WIK 52

### Mit Roomful of Blues
- Roomful of Blues (1977), MSI Music Distribution
- Let's Have a Party (1979), Mango
- Hot Little Mama (1981), Varrick
- Dressed Up to Get Messed Up (1984), Varrick[2]